# Castelnovetto
Castelnovetto ist eine Gemeinde (comune) mit 504 Einwohnern (Stand 31. Dezember 2023) in der südwestlichen Lombardei, im Norden Italiens. Die Gemeinde liegt etwa 42,5 Kilometer westnordwestlich von der Provinzhauptstadt Pavia in der Lomellina. Die Agogna begrenzt die Gemeinde im Nordosten und Osten.

## Verkehr
Durch die Gemeinde führt die Strada Statale 596 dei Cairoli von Pavia nach San Martino Siccomario. 

## Weblinks

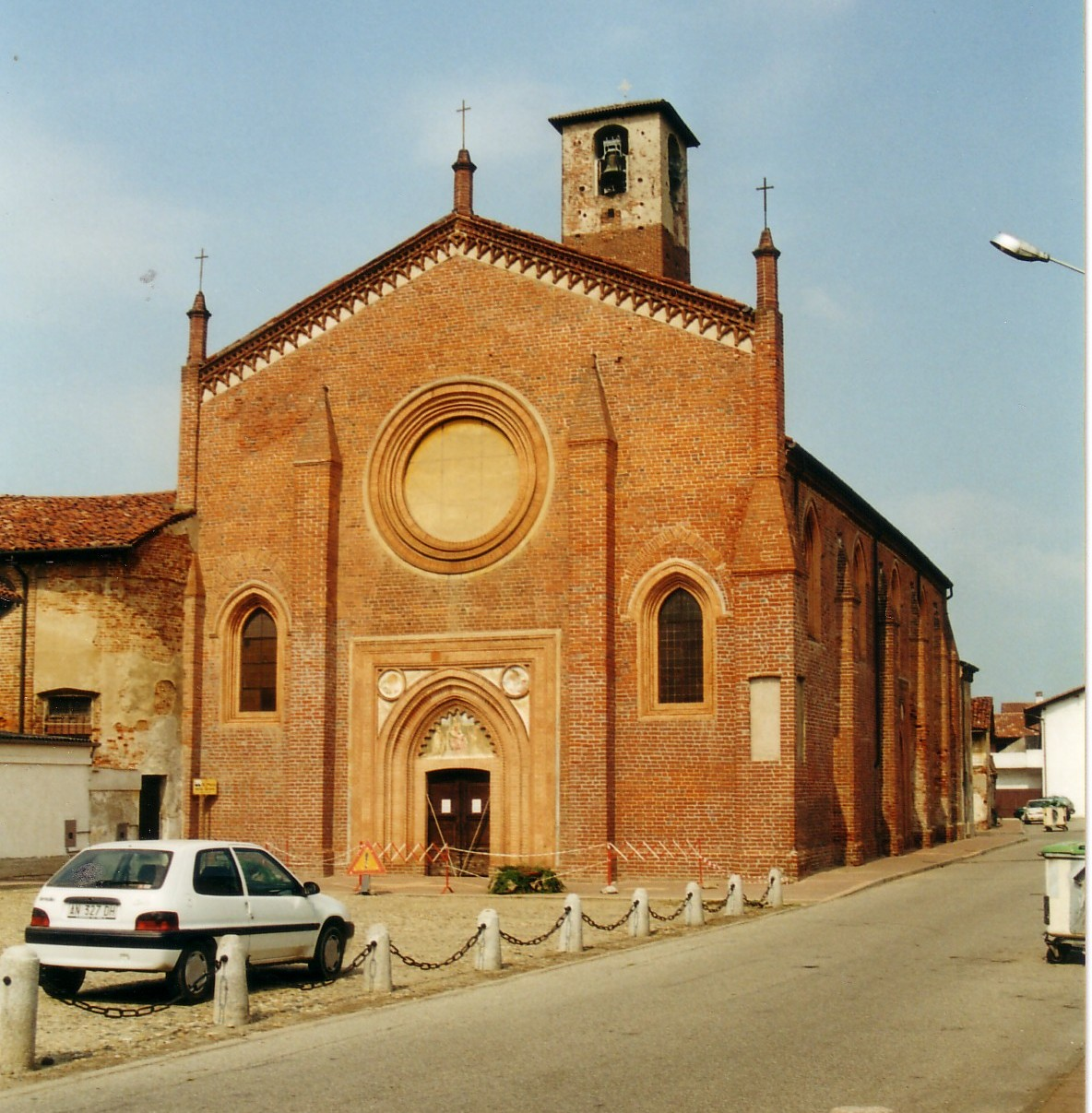
Chiesa di Santa Maria delle Grazie